# Ophrys bécasse
Ophrys scolopax
Pour les articles homonymes, voir Ophrys et Scolopax.
Espèce
Classification phylogénétique
Statut CITES
L'Ophrys bécasse (Ophrys scolopax) est une orchidée terrestre européenne. Son gynostème peut faire penser à la tête et au bec d'une bécasse, d'où son nom vernaculaire et même son nom scientifique (scolopax est un mot latin d'origine grecque signifiant « bécasse »).

## Description

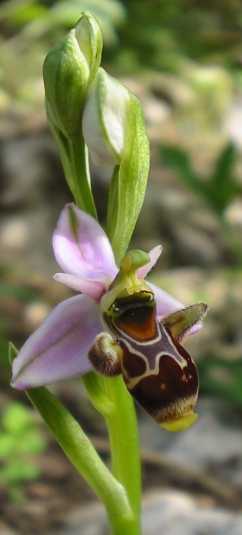

C'est une plante moyenne (20-50 cm), à tige élancée ; l'inflorescence est plutôt lâche, composée de 3 à une dizaine de fleurs. Les fleurs sont assez variables, mais l'aspect général du labelle est toujours allongé et trilobé, avec des bords latéraux nettement rabattus, portant de fortes gibbosités. Le lobe médian du labelle se termine en un appendice verdâtre entier ou trilobé.

## Floraison
Mars à mai.

## Habitat
C'est une espèce appréciant la lumière (garrigues, pelouses, landes) ou la mi-ombre (pinèdes claires).

## Aire de répartition
Espagne, Portugal, Italie, Afrique du Nord.
En France, uniquement dans la moitié sud (à l'exception de la Corse oú elle est remplacée par Ophrys conradiae (it)). Dans la partie centre de la France espèce est présente en Poitou-Charentes, dans le Berry et dans le Limousin.

## Vulnérabilité
L'espèce est classée "LC" : Préoccupation mineure. En France, espèce protégée en région Auvergne.

## Galerie

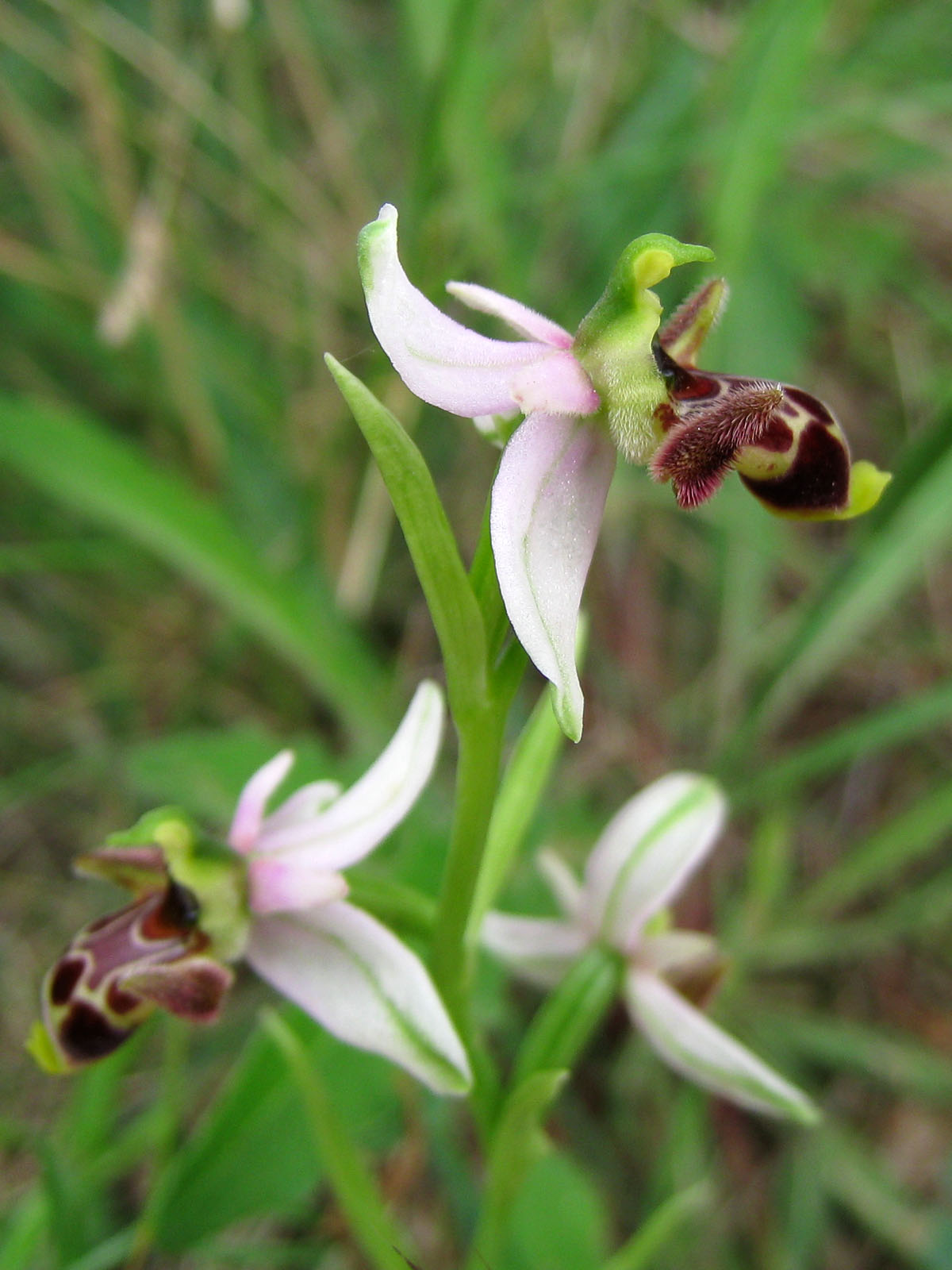
Gynostème en forme de bécasse (Sète, France)
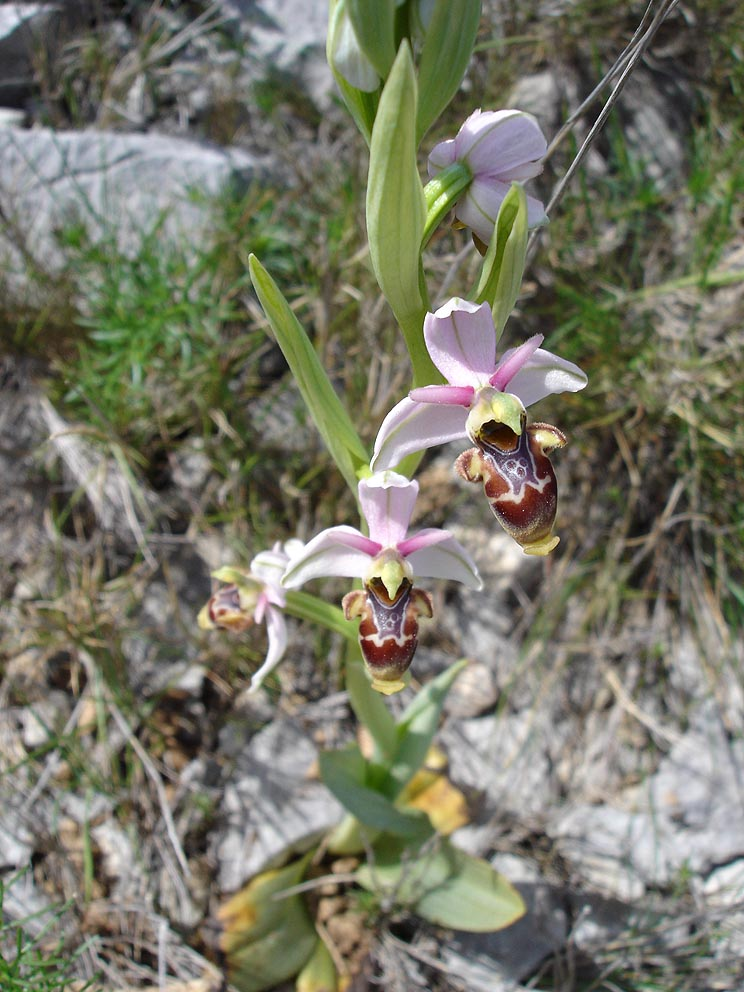
Exemplaire à trois cercles dans le miroir
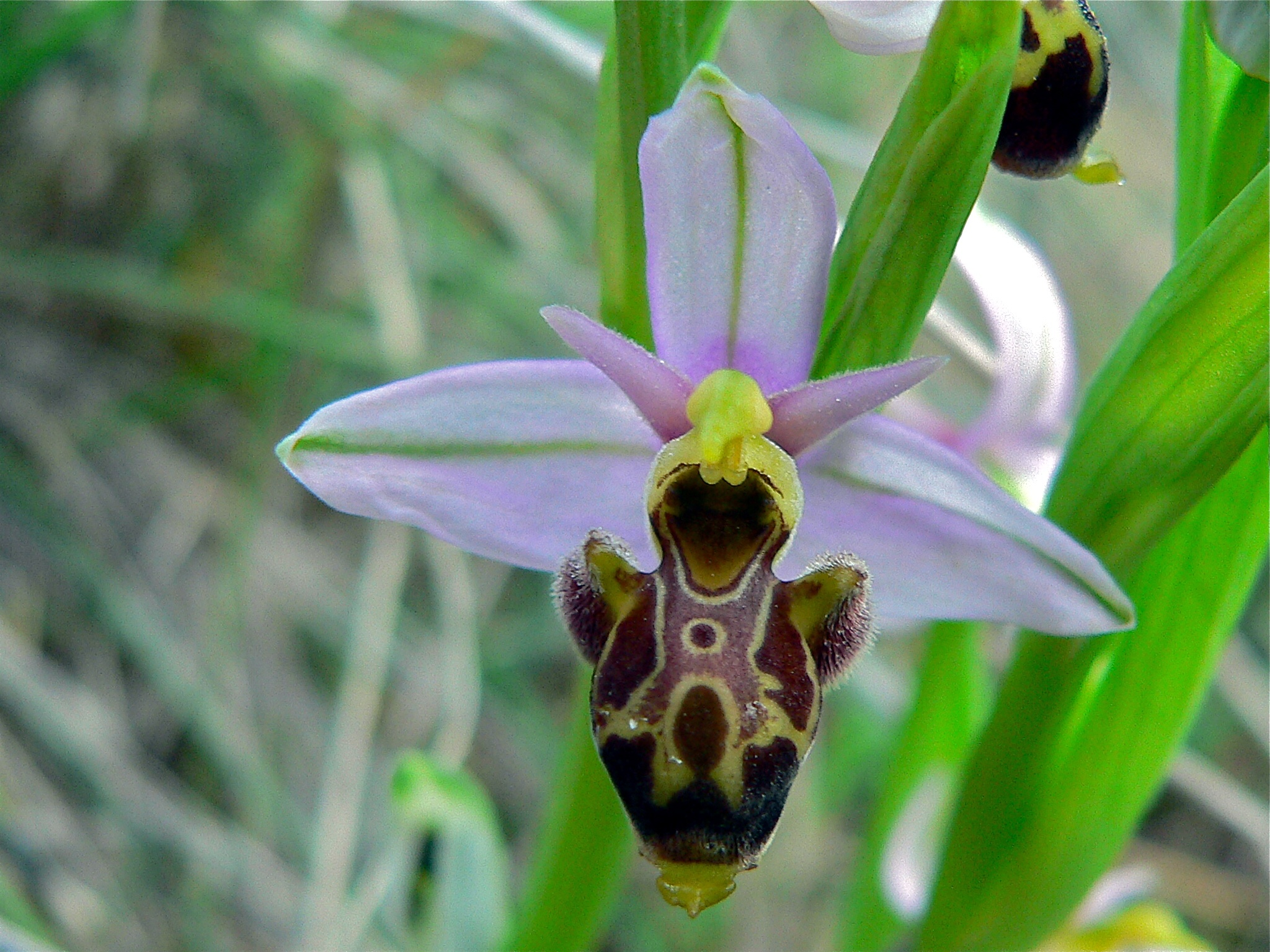
Ophrys scolopax
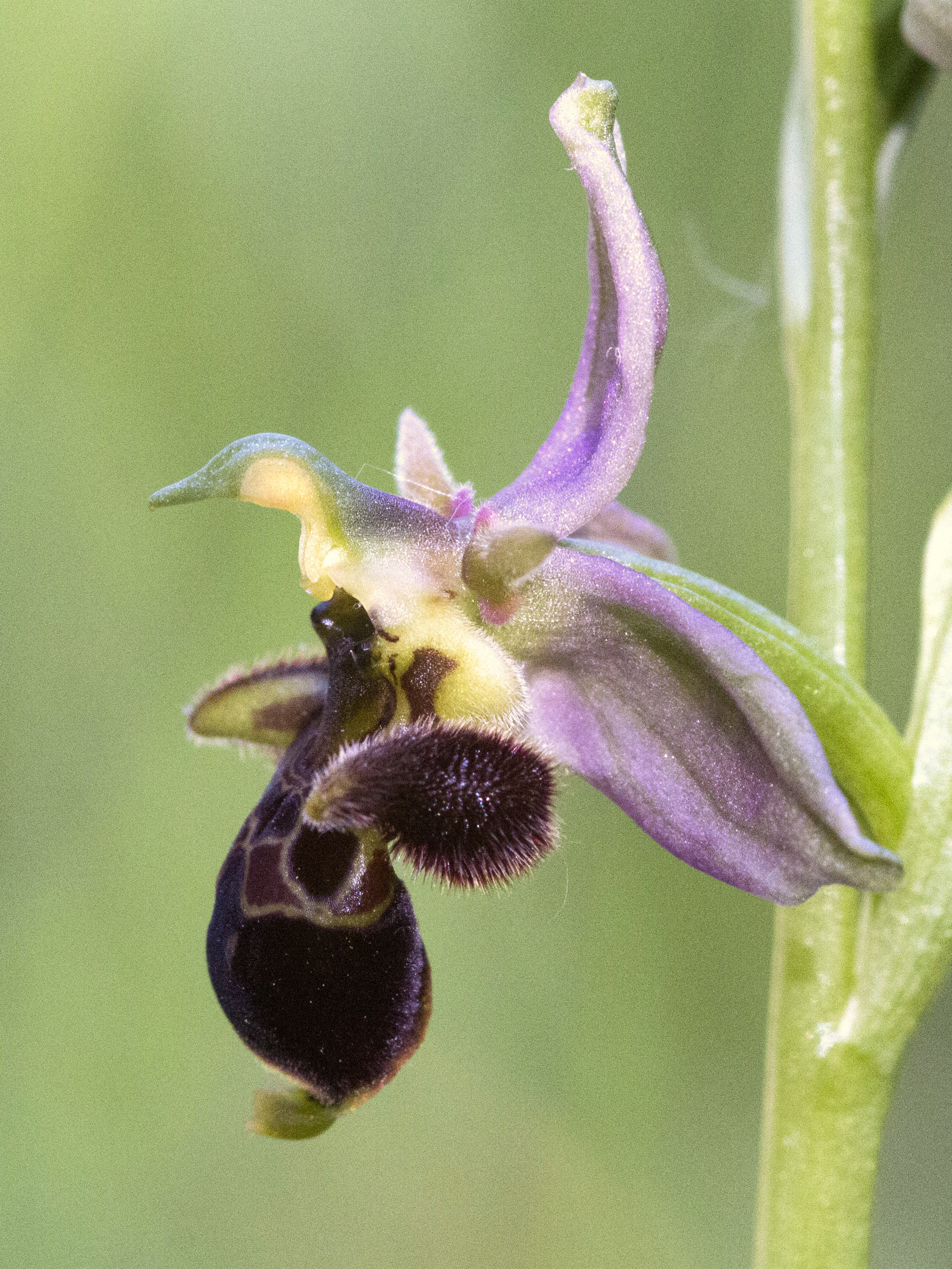
Ophrys scolopax (Ariège, France)
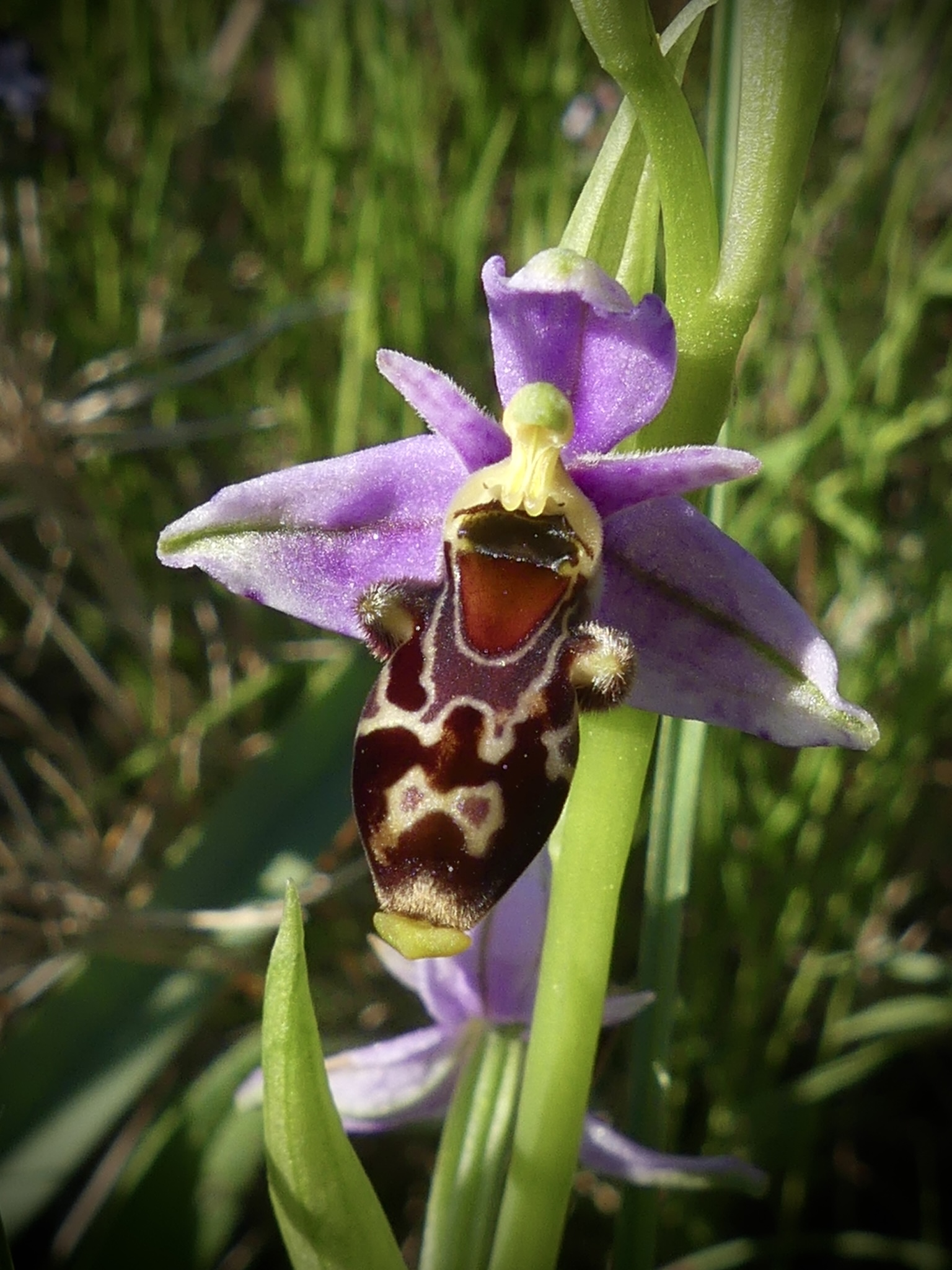
Ophrys scolopax (Hérault, France)